# Gare d’Ancenis
Gare d’Ancenis vasútállomás Franciaországban, Ancenis településen.

## Vasútvonalak
Az állomást az alábbi vasútvonalak érintik:
- Tours–Saint-Nazaire-vasútvonal

## Kapcsolódó állomások
A vasútállomáshoz az alábbi állomások vannak a legközelebb:
- Gare de Varades - Saint-Florent-le-Vieil (Gare de Tours, Tours–Saint-Nazaire-vasútvonal)
- Gare d’Oudon (Gare de Saint-Nazaire, Tours–Saint-Nazaire-vasútvonal)